# Perizoma tenuisecta
Perizoma tenuisecta là một loài bướm đêm trong họ Geometridae.